# Киссатэн
Киссатэн (яп. 喫茶店 kissaten) — кофейня в Японии. Первоначально киссатэн возникли в качестве заведений, где посетителям предлагали разные виды безалкогольных напитков (кофе или чай), пирожные, фрукты и закуски. Внутри мог быть установлен бильярд, имелись книги, журналы.

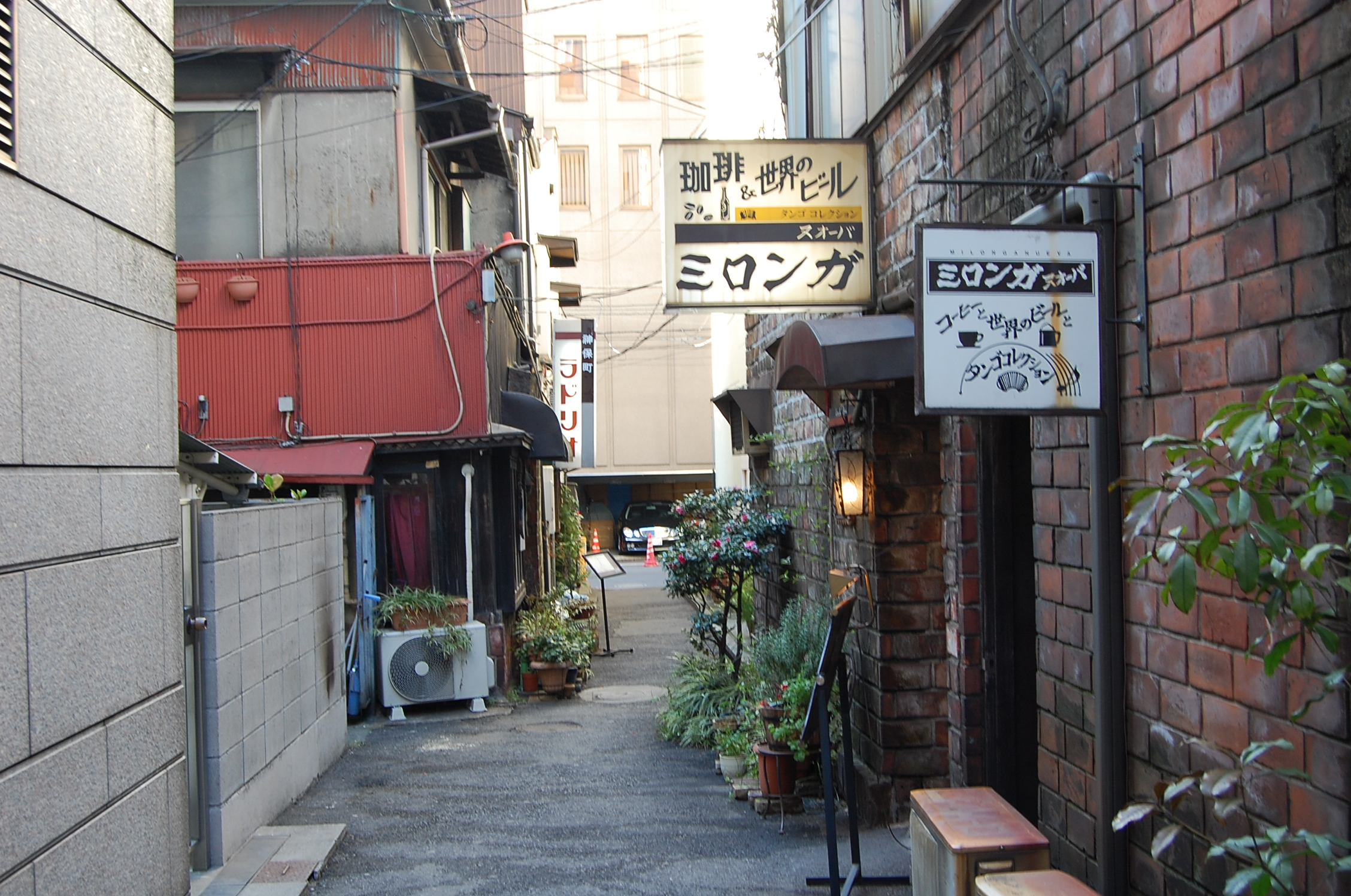
Киссатэн, Токио.

В середине XX века произошло резкое увеличение числа подобных кафе. Каждое из них хотело иметь свою отличительную черту — так возникли музыкальные кафе, кафе с танцполом, манга-кафе и другие. Постепенно киссатэн превратились, прежде всего, в место, где можно выпить кофе. Там также подают сэндвичи, спагетти, рис, вареные яйца или яичницу по утрам. Студенты и деловые люди («саларимены») часто завтракают в киссатэн, однако они постепенно уступают место международным сетям кофеен, например «Starbucks».